# Recitationes

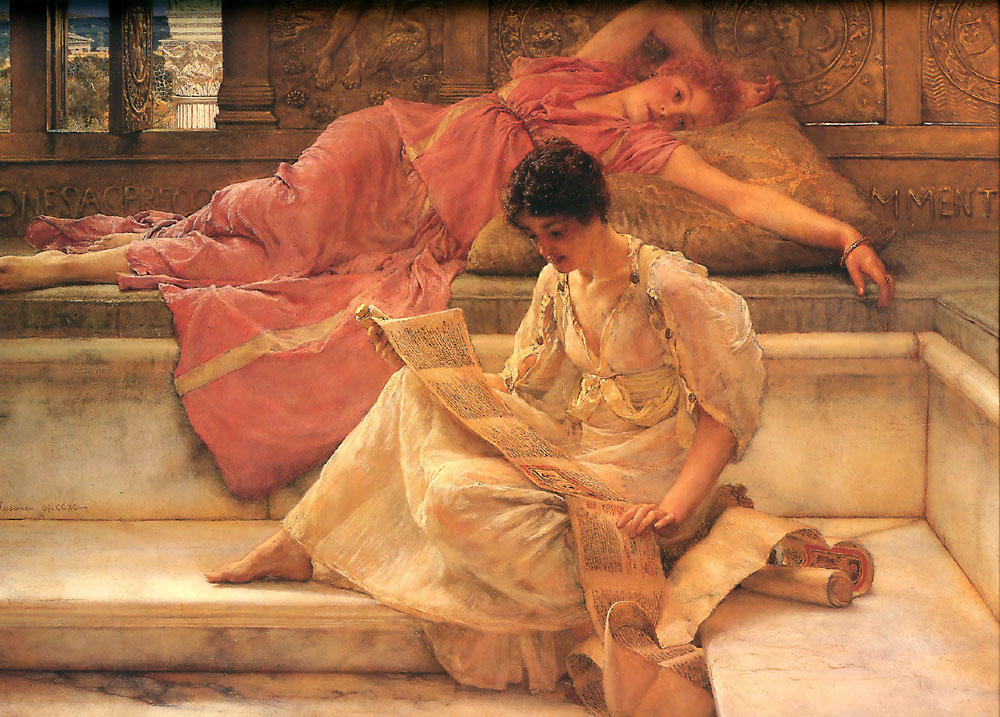
Recitatio d'une matrone romaine, peinture de Lawrence Alma-Tadema.

Les recitationes étaient une pratique littéraire de la Rome antique à la fois ludique, politique et commerciale. Il s'agissait de faire une ou plusieurs lectures publiques (recitatio, recitationes au pluriel) d'un texte. Certaines se produisaient dans des lieux publics (les théâtres, thermes puis les odéons), voire sur le Forum.

## Histoire
Avant ce divertissement public, les auteurs sont simplement connus par leurs livres qui sont recopiés sur des volumens par des armées de copistes, souvent des affranchis d'origine grecque, et sont destinés à être vendus par des libraires-éditeurs à des gens fortunés.
Nées à la fin de la République, les recitationes se sont beaucoup développées sous l'Empire et notamment sous Auguste, grâce au poète et homme politique Caius Asinius Pollio qui fait connaitre les œuvres par ce divertissement nouveau qu'il met à la mode. L'objectif des lecteurs publics était de se faire connaître d'un public afin d'obtenir une protection sociale et pécuniaire : les recitationes avaient lieu, pour la plupart, auprès d'un public privilégié et de cercles fermés. Ce public était plus ou moins amateur de littérature, bien que cette notion n'eût pas la même réception dans l'Antiquité qu'à l'Époque moderne ; en réalité, les recitationes revêtent surtout un aspect politique.
En effet, chaque lecteur était le protégé d'une librairie ou d'un mécène. Le but d'un lecteur était d'assurer sa carrière en étant le protégé des plus fortunés des mécènes. Le mécène, homme politique ou homme public fortuné, rémunérait son artiste et lui commandait des œuvres dans lesquelles était remercié le mécène ; ce dernier pouvait même apparaître sous les traits d'un des personnages du texte lu. Les commandes visaient souvent à reproduire  des œuvres grecques en latin et dans la mode romaine du moment (voir mètre). Cette latinisation de la littérature grecque était explicite : la plupart des citoyens romains, et au moins tous ceux qui assistaient aux recitationes, étaient bilingues et connaissaient parfaitement le grec, langue du commerce et de la littérature. Ainsi, dans les Bucoliques, Virgile reprend le topos grec du dialogue entre bergers d'Arcadie et construit à partir de là un poème en mètre latin.
L'aspect littéraire ou ludique des recitationes est donc presque secondaire et ne peut être évoqué en dehors de leurs aspects politique et commercial et psychologique
Horace, Virgile, Properce ont été des auteurs célèbres de recitationes. Quelques vers célèbres des Odes d'Horace fait bien comprendre l'enjeu d'une recitatio : ériger un monument artistique comme l'ont fait les Grecs et en reprenant les éléments de leur littérature ; rester pour la postérité en tant que celui qui aura su installer à Rome une littérature latine reproduisant la littérature grecque :

« Exegi monumentum aere perennius

regalique situ pyramidum altius,

quod non imber edax, non Aquilo impotens

possit diruere aut innumerabilis

annorum series et fuga temporum.

Non omnis moriar multaque pars mei

uitabit Libitinam. Vsque ego postera

crescam laude recens, dum Capitolium

scandet cum tacita uirgine pontifex.

Dicar, qua uiolens obstrepit Aufidus

et qua pauper aquae Daunus agrestium

regnauit populorum, ex humili potens

princeps Aeolium carmen ad Italos

deduxisse modos. Sume superbiam

quaesitam meritis et mihi Delphica

lauro cinge uolens, Melpomene, comam. »

— (Horace, Odes [Carmina], III, 33)
Traduction

« J'ai achevé un monument plus durable que l'airain, plus haut que les royales pyramides, que ni la pluie qui ronge, ni l'Aquilon ne pourront détruire, ni l'innombrable suite des années, ni la fuite des temps. Je ne mourrai pas tout entier, et une grande part de moi-même évitera la Déesse funèbre. Je grandirai dans la postérité, rajeuni par la louange, tant que le Pontife gravira le Capitolium avec la vierge silencieuse. On dira de moi que là où retentit le violent Aufidus, où Danus, en un pays aride, régna sur des peuples agrestes, j'ai, le premier, triomphant de mon humble origine, transporté le chant Æolien dans les mètres Italiques. Prends un orgueil légitime, et viens, Melpoméné, ceindre ma chevelure du laurier Delphique. »

— Leconte de Lisle, traduction, 1873)